# Danae ruficornis
Danae ruficornis is een keversoort uit de familie zwamkevers (Endomychidae). De wetenschappelijke naam van de soort werd in 1945 gepubliceerd door Maurice Pic.